# Quinindolina
La quinindolina es un compuesto tetraheterocíclico. Es constituyente de la antracita y también es un producto de degradación del β-isoíndigo. También puede ser considerado un alcaloide aislado de las hojas de Justicia betonica. Es soluble en nitrobenceno caliente y anilina caliente. 

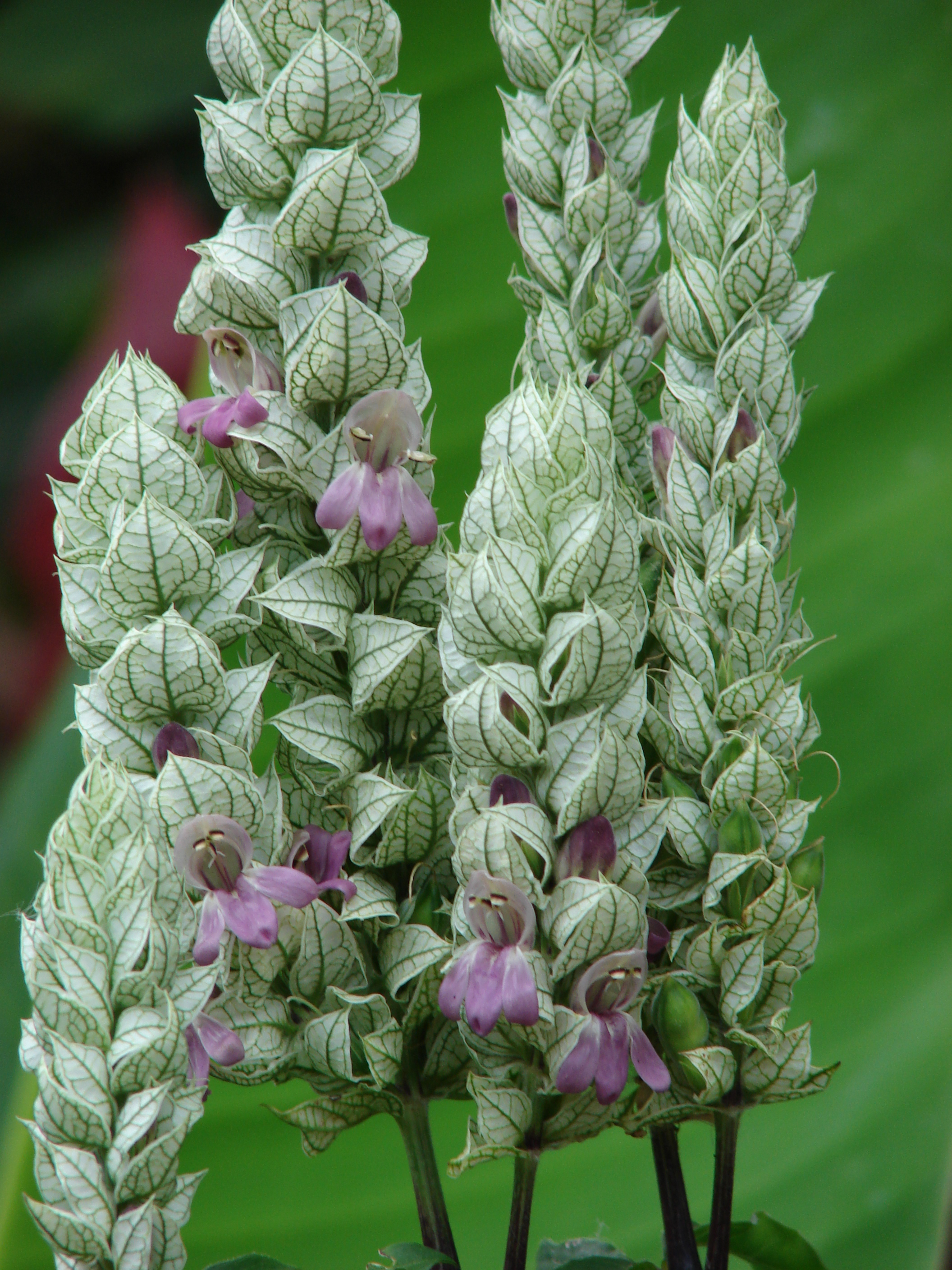
Justicia betonica

## Derivados
La Neocriptolepina (5-metilquinindolina, llamada también criptotackieína; CAS 114414-78-7, C16H12N2, PM 232.284) es un alcaloide aislado de la corteza de la raíz de Cryptolepis sanguinolenta. Presenta actividad antibacteriana y antifúngica. Es un polvo amorfo amarillento que funde a 107  -  109 °C.

## Síntesis
Dhanabal y colaboradores desarrollaron un método en tres pasos para sintetizar quinindolina y neocriptolepina a partir de 2-cloroquinolina y o-cloroanilina. El producto forma la quinolidina por ciclización fotoquímica en presencia de yodo. Se obtiene la criptolepina por metilación de la quinindolina con sulfato de metilo: